# NGC 7539
NGC 7539 est une galaxie lenticulaire située dans la constellation de Pégase. Sa vitesse par rapport au fond diffus cosmologique est de 5 560 ± 29 km/s, ce qui correspond à une distance de Hubble de 82,0 ± 5,8 Mpc (∼267 millions d'al). NGC 7539 a été découverte par l'astronome britannique John Herschel en 1828.
Selon la base de données Simbad, NGC 7539 est une candidate au titre de  galaxie à noyau actif.

## Groupe de NGC 7539
Dans un article publié en 1988, Abraham Mahtessian mentionne que NGC 7539 est membre du trio de galaxies qui porte son nom. Les deux autres galaxies du trio sont NGC 7489 et IC 5285.
La distance de Hubble de la galaxie LEDA 214920 (AGC 334296 dans la base de données NASA/IPAC) à l'est de NGC 7539 est égale à 115,0 ± 8,7 Mpc (∼375 millions d'al). Elle ne forme donc pas un couple réelle de galaxies avec NGC 7539.